# Gustl Mollath
Gustl Ferdinand Mollath (nacido en Núremberg el 7 de noviembre de 1956) es un ciudadano alemán que denunció la existencia de una red de transferencias de dinero negro desde Alemania a Suiza, siendo después ingresado en una institución mental en lo que se ha denunciado como un posible caso de corrupción judicial.

## El caso Mollath
El señor Mollath fue víctima de más de 7 años de reclusión injusta en hospitales psiquiátricos.
Su mujer (Petra Mollath) trabajaba en el HypoVereinsBank (HVB) y él se enteró de que se dedicaba a mover dinero negro (dinero no declarado a hacienda) de clientes alemanes a bancos suizos. Tras pedirle a su mujer que dejara este tipo de negocios, la relación entre ellos se rompe. Mollath denuncia los negocios del banco y de la mujer, a lo cual su mujer responde con una denuncia por violencia de género. Hay otra denuncia por pinchar las ruedas del coche de la mujer realizada por amigos de la mujer. La única testigo que hay en ambas denuncias es la mujer.  El juez pide a un psiquiatra que examinen a Gustl Mollah. Sin haber hablado con Gustl Mollath, el psiquiatra escribe un informe psiquiátrico en el que dice que el paciente sufre de un trastorno paranoico con respecto al dinero negro. En el juicio queda probado que ha cometido la agresión a su mujer y que ha pinchado las ruedas, pero se le declara no culpable, por tener responsabilidad judicial reducida a causa de su paranoia, así que se le dicta el ingreso en un hospital psiquiátrico, ya que se trata de una persona altamente peligrosa para la sociedad.
Este es el resumen de los hechos.
Siete años más tarde:
En noviembre del 2011 sale a la luz un informe interno del HypoVerinsbank en el que queda claro que los negocios de dinero negro (no declarados a Hacienda) que denunció Gustl Mollath existieron efectivamene. La mujer y varios compañeros del banco fueron despedidos tras esta investigación interna del banco.
El informe médico que atestigua la violencia de género está firmado por el hijo de la médico (también médico) y está datado 10 meses después de la agresión (lo que cuestiona la validez de la prueba)
El juez que instruyó el caso no se leyó la documentación que Gustl Mollath presentó como defensa, al tener problemas personales.
El juez, meses antes de que le fuera asignado el caso, llamó a la agencia tributaria para informar de que Gustl Mollath era un buscapleitos y así evitar que se investigara la denuncia que interpuso Gustl Mollatah por movimientos de dinero negro (dinero no declarado a hacienda).
La exploración médica del Dr. Leipziger que atestigua su paranoia no cumple con los requisitos establecidos en el ámbito psiquiátrico.
La ministra de justicia bávara mintió en el parlamento bávaro al afirmar que el internamiento de Gustl Mollath en el hospital psiquiátrico no tuvo nada que ver con el dinero negro, cuando esto es la razón sobre la que se basa su paranoia.
La ministra de justicia bávara no informó en el parlamento bávaro cuando supo de la existencia y del contenido del informe interno del HypoVereinsBank.
Todas estas incongruencias (y otras) hacen que el juicio de Gustl Mollath no sea válido y se deba repetir en un juicio justo. Hasta entonces Gustl Mollath debería ser puesto en libertad.
El 6 de agosto de 2013 el tribunal regional superior de Núremberg ordenó la reanudación del proceso y la puesta en libertad inmediata de Gustl Mollath.